# Daphne Keune
Daphne Maria Keune (Amsterdam, 1971) is een Nederlands pianiste en pianopedagoge.

## Biografie
Keune kreeg haar eerste pianolessen op zevenjarige leeftijd. Zij nam deel aan de nationale selectie van de Stichting Jong Muziektalent Nederland in 1986. Zij werd hier geselecteerd om deel te nemen aan het Internationaal Symposium van de SJMN. Vanaf 1987 studeerde Keune bij Jan Wijn en Marcel Baudet aan het Sweelinck Conservatorium in Amsterdam. Nadat zij haar studie aan het conservatorium had afgerond, studeerde zij nog twee jaar bij Danièle Dechenne.

## Activiteiten
Keune is lid van het Rondane Kwartet, dat zich specialiseert in het uitvoeren van de composities voor meer toetsinstrumenten van Simeon ten Holt, Joep Franssens en Johann Sebastian Bach. Daarnaast geeft zij geregeld solo-recitals en begeleidt ze lied-recitals. Keune heeft tevens een eigen lespraktijk.

## Werk op cd
Met het Rondane Kwartet heeft Keune de volgende avondvullende composities van Simeon ten Holt op cd gezet:
- Canto Ostinato
- Horizon
- Lemniscaat
- Incantatie IV
- Meandres

## Filmografie
- Over Canto – als zichzelf
- One Night Stand, seizoen 8, aflevering "Speelman" – als pianospel en -coach (hand double: Elsie de Brauw)